# Coicoyán de las Flores
Coicoyán de las Flores är en kommun i Mexiko.   Den ligger i delstaten Oaxaca, i den sydöstra delen av landet, 270 km söder om huvudstaden Mexico City.
Följande samhällen finns i Coicoyán de las Flores:
- Tierra Colorada
- Coyul
- Rancho Pastor
- Llano Encino Amarillo
- Río Alumbrado
- Los Ángeles
- Cerro de Aire
- Loma Flor
- Barrio San José